# 아다마 쿨리발리 (축구 선수)
아다마 쿨리발리(프랑스어: Adama Coulibaly, 1980년 9월 10일 ~ )는 말리의 전 축구 선수로, 포지션은 수비수였다.

## 구단 경력

### 랑스
16세에 그는 졸리바 AC의 말리 클럽에 가입하여 프로 데뷔를 했다. 1999년에 그는 프랑스에서 RC 랑스에 의해 발견되며 계약을 맺었다. 그는 브라질 출신 비토리노 힐튼과 함께 랑스의 중앙 수비에서 논쟁의 여지가 없는 보유자가 될 때까지 순위에 올랐다. 2003년 2월, 몽펠리에의 세바스티앙 미할로프스키 뒤에서 태클로 인한 심각한 부상으로 인해 그는 수개월 동안 그라운드에서 떨어져 있었다.
하지만 그는 다시 힘을 내어 2006년에 그의 선발 친구인 세이두 케이타를 대신하여 부주장으로 임명되었다. 프랑시스 질로트가 사임한 직후, 그는 그를 잉글랜드로 밀었다는 소문을 종식시켰고, 2011년까지 계약을 연장했다.
랑스가 강등된 후 떠나면서 그는 AJ 오세르와 접촉했다. 2008년 6월 25일, 제르바이스 마르텔 회장은 공식적으로 부르고뉴로 떠날 것을 발표했다.

### 오세르
AJ 오세르에서 쿨리발리는 즉시 팀의 필수 요소 중 하나였다. 부동의 소유자인 그는 클럽의 챔피언스리그 진출에 기여했다(2009-2010년 시즌 리그 1의 최고 수비를 마친 오세르).
2010-2011년 시즌에 그는 교체되지 않고 38번의 챔피언십 경기에 모두 출전했다. 그는 또한 챔피언스리그에서 오세르의 8번의 회의에 참가했다.

## 국가대표팀 경력
유소년 시절에는 세이두 케이타 등과 함께 1997년 FIFA U-17 세계 축구 선수권 대회와 1999년 FIFA 세계 청소년 축구 선수권 대회에 참가했다.
그는 2001년 5월 4일, 가나와의 경기에서 말리 국가대표팀 데뷔 전을 치렀고, 2002년, 2004년, 2008년, 2013년 아프리카 네이션스컵 멤버로 뽑혔으며, 2010년에도 뽑혔지만, 이후 부상으로 인해 탈락했다.

## 사생활
그는 말리와 프랑스 국적을 모두 가지고 있다.